# Щербинський ліфтобудівний завод

Щербинський ліфтобудівний завод (ЩЛЗ) (рос. Щербинский лифтостроительный завод) — один з найбільших виробників ліфтового обладнання Росії. Виробляє різні види ліфтів і підйомників з електричним і гідравлічним приводом. Завод розташовано у місті Щербинка, неподалік Москви.

## Історія
Історія Щербинського ліфтобудівного заводу (ЩЛЗ) почалася в квітні 1943 року, коли в Москві на базі Щелепихинських механічних майстерень тресту «Нафтозаводмонтаж» був заснований електромеханічний завод. Під час війни новостворений Московський електромеханічний завод № 9 випустив перший вантажний ліфт. А вже на початку 50-х підприємство запускає виробництво типових пасажирських ліфтів. Незабаром основні потужності заводу переносять до селища Щербинка. У 1956 році завод перейменовують у Московський ліфтобудівний. Наступного року завод почав випускати продукцію на експорт.
У 1963 році завод перетворено на Московський дослідницько-експериментальний ліфтобудівний завод. У 1967—1974 роках була проведена реконструкція підприємства.
У 1969 році завод випускає перші у Радянському Союзі швидкісні пасажирськи ліфти вантажопідйомністю 1000 кг. У 1985 році завод отримав нову назву — Щербинський ліфтобудівний.
У 1992 році підприємство перетворено на акціонерне товариство.
У 2019 році завод отримав статус промислового комплексу.